# Anne-Jules de Noailles
Anne Jules de Noailles, duque de Noailles (París, 5 de febrero de 1650-Versalles, 2 de octubre de 1708), fue un noble francés de la Casa de Noailles. Fue general durante el reinado de Luis XIV de Francia y más tarde fue objeto de un cuadro del famoso pintor de la corte Hyacinthe Rigaud.

## Vida
Hijo de Anne de Noailles y de su esposa, Louise Boyer, accedió al título de duque de Noailles a la muerte de su padre en 1678.
Fue uno de los generales en jefe de Francia a finales del reinado de Luis XIV y, tras levantar el regimiento de Noailles en 1689, comandó en España durante la Guerra de los Nueve Años y la Guerra de Sucesión.
Fue nombrado mariscal de Francia en 1693. Murió el 2 de octubre de 1708.

### Matrimonio e hijos
Anne Jules de Noailles, se casó con Marie Françoise de Bournonville, con quien tuvo muchos hijos:
1. Marie Christine de Noailles (1672-1748), casada (1687) Antoine de Gramont, Duque de Gramont;,[3] Mariscal de Francia (1671-1725).
2. Luis María de Noailles (°1675).
3. Luis Pablo de Noailles (°1676), Conde de Ayen.
4. Marie Charlotte de Noailles (1677-1723), casada (1696) Malo, marqués de Coëtquen.[3]
5. Adriano Mauricio de Noailles (1678-1766), 3er duque de Noailles; se casó con Françoise Charlotte d'Aubigné,[3] sobrina de Madame de Maintenon.
6. Ana Luisa de Noailles (°1679).
7. Jean Anne de Noailles (°1681).
8. Julie Françoise de Noailles (°1682).
9. Lucie Félicité de Noailles (°1683), casada (1698) con Victor Marie d'Estrées (1660-1737),[3] Mariscal de Francia.
10. Marie Thérèse de Noailles (°1684-1784), casada (1698) con Charles François de la Baume Le Blanc, Duque de La Vallière.[3]
11. Emmanuel Jules de Noailles (1686-1702), Conde de Noailles.
12. Marie Françoise de Noailles (°1687), casada (1703) con Emmanuel de Beaumanoir, marqués de Lavardin;[3]
13. María Victoria de Noailles (1688-1766), casada (1707) con Luis de Pardaillan de Gondrin (1688-1712), y luego (1723) con su medio tío, el Conde de Toulouse.
14. Marie Émilie de Noailles (1689-1723) se casó (1713) con Emmanuel Rousselet, marqués de Châteauregnaud.
15. Jules Adrien de Noailles (1690-1710), Conde de Noailles.
16. Marie Uranie de Noailles (°1691), monja.
17. Anne Louise de Noailles (°1695) se casó (1716) con François Le Tellier, marqués de Louvois (fallecido en 1719)[3] y tuvo hijos; se casó de nuevo con Jacques Hippolyte Mancini, marqués de Mancini y tuvo hijos; el actual príncipe de Mónaco desciende de esta línea.